# Burmagomphus pyramidalis
Burmagomphus pyramidalis är en trollsländeart. Burmagomphus pyramidalis ingår i släktet Burmagomphus och familjen flodtrollsländor.

## Underarter
Arten delas in i följande underarter:
- B. p. pyramidalis
- B. p. sinuatus